# Kia Telluride
La Kia Telluride è un'autovettura prodotta dalla casa automobilistica coreana Kia Motors a partire dal 2019.
Questo SUV di fascia alta costruito a West Point in Georgia e venduto negli USA è dotato 7 o 8 posti. Anticipato come concept car nel 2016, il veicolo ha debuttato al North American International Auto Show 2019.
Disegnata da Tom Kearns, è realizzata sullo stesso telaio di Kia Sorento e Hyundai Palisade. Meccanicamente presenta uno schema con motore e trazione anteriore, con la possibilità di avere la trazione integrale. 

## Motorizzazioni
Il motore è un 3,8 litri aspirato V6 abbinato ad una trasmissione automatica a 8 velocità.

## Riconoscimenti
- World Car of the Year 2020[4]